# Hans Seyppel

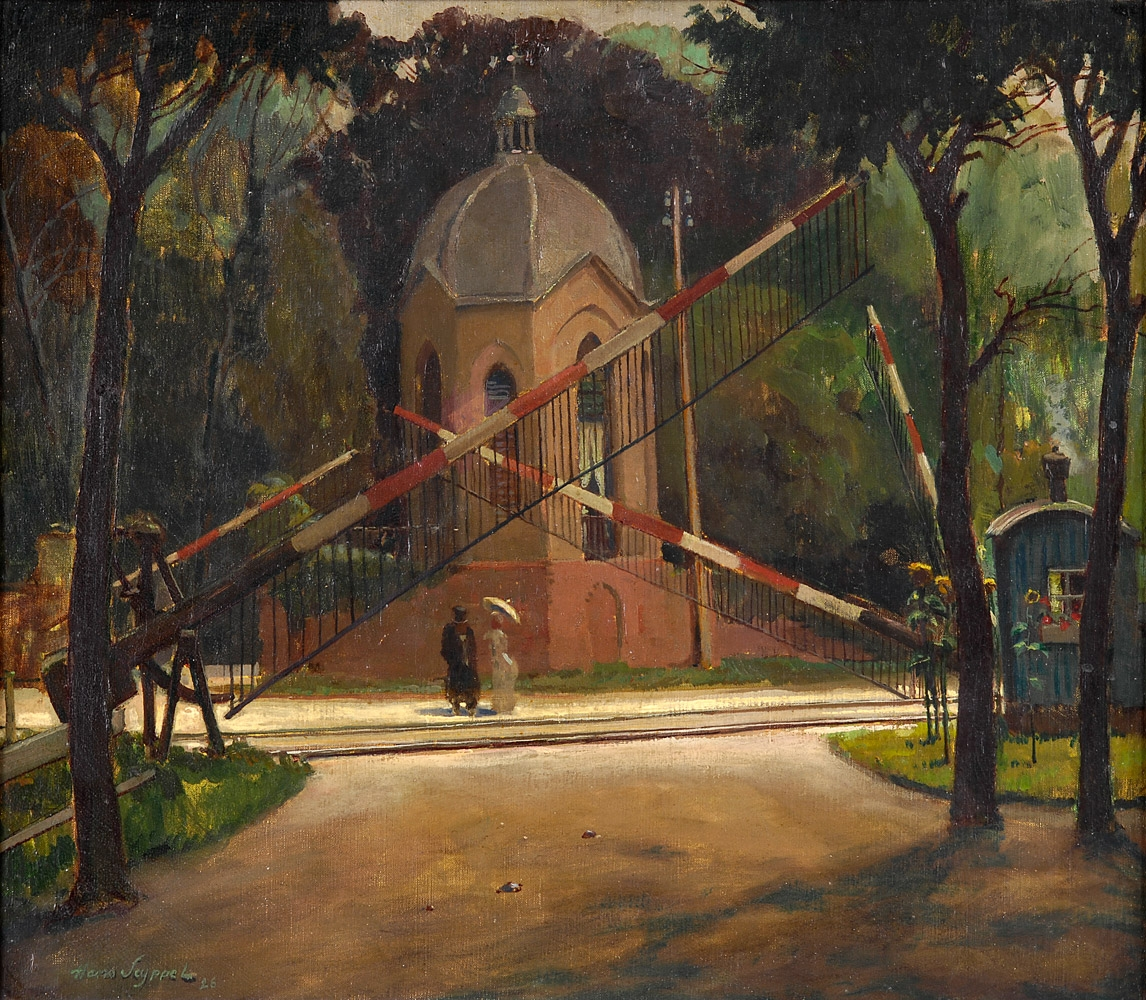
Der alte Bahnübergang am Haus Meer in Büderich, 1926

Hans Seyppel (* 10. Oktober 1886 in Düsseldorf; † 1945) war ein deutscher Maler.

## Leben
Der Sohn des Malers, Zeichners und Schriftstellers Carl Maria Seyppel und seiner Ehefrau Helene, geborene Brunstering, wuchs mit vier Geschwistern in Düsseldorf auf und machte 1905 sein Abitur an der Städtische Realschule an der Prinz-Georg-Straße. Der Vater hatte früh die Begabung des Sohnes erkannt, so studierte dieser an der Düsseldorfer Akademie unter Claus Meyer, der 1895 Nachfolger von Wilhelm Sohn geworden war, Carl Ederer und Willy Spatz. Bei Ausbruch des Ersten Weltkriegs wurde er als Soldat eingezogen, als Kompanieführer eingesetzt und mehrfach verwundet. Nach Düsseldorf zurückgekehrt bildete er sich bis 1920 als Meisterschüler von Franz Kiederich weiter.
In zahlreichen Skizzenbüchern dokumentierte Hans Seyppel den Kriegseinsatz 1914/18 in Frankreich, Flandern, Galizien und Russland. Auf Motivsuche unternahm er Studienreisen an den Niederrhein, in die Niederlande und ins hessische Waldeck („Landschaft bei Arolsen“, 1930). Weitere Reisen führten ihn nach Italien und nach Spanien. In frühen Kompositionen figürlicher Szenen orientierte er sich zumindest thematisch noch an der Tradition der „Düsseldorfer Malerschule“, wie etwa in „Ankunft der Postkutsche vor dem Dorfgasthof“ (1922), während er sich in dem Gemälde „Der sterbende Wald“ (zwei Holzfäller beim Zersägen von Baumstämmen, um 1930/35) mit harten Konturen und gedämpfter Farbigkeit dem sachlichen Realismus der Zeit zuwandte. Neben reinen, kontrastiv gestalteten Landschaftsbildern und figürlichen Kompositionen schuf er Teilansichten der Düsseldorfer Altstadt und ihrer Umgebung, wie „Fronleichnamsprozession in der Ratinger Straße“, „Schattiger Garten“ und „Die alte Benrather Brücke“, „Altwasser am Rhein“ und „Geborgene Stadt“, Bildnisse („Mein Freund Otto“, 1930) und Pferdedarstellungen. Ab den 1930er Jahren – in öffentlichem Auftrag und zusammen mit Willy Reetz – auch Wandbilder. Mit Hanns Herkendell gestaltete er die Festschrift „25 Jahre Michelwerke“.
Mitte/Ende der 1940er Jahre hatte Seyppel in Düsseldorf-Oberkassel am Drakeplatz 4 im Haus des Albert Pehle sein Atelier und wohnte auf dem Grundstück Schanzenstraße 115, wo auch der Bildhauer Emil Jungblut seinen Sitz hatte. Verheiratet war Hans Seyppel mit der Innenarchitektin Hedwig, eine geborene Beyer, die 1934 in den Deutschen Werkbund aufgenommen wurde. 1940 wurde Hans Seyppel erneut als Hauptmann und Kriegsmaler eingezogen. Er starb in den letzten Kriegstagen im Einsatz während eines Bombenangriffs auf Düsseldorf.

## Werk (Auswahl)
- KVM Düsseldorf: „Bildnis Carl Maria Seyppel“ (Öl).
- Düsseldorf, Stadtarchiv. Skizzen und Aquarelle.
- München, Bayerische Staatsgalerie: „Der Hafen von Toulon“, 1942.

## Schriften
- Textvorlage zur Aufführung „Finale“, Maifeier des KVM, 30. April 1927: Düsseldorf, Malkastenarchiv.
- H.S. (über sich selbst), In: Mitteilungen des Kunstvereins für die Rheinlande und Westfalen. XI, 1940, Heft 1, S. 7–8, mit fotogr. Porträt und Abb.: „Benrather Brücke in Düsseldorf“.